# Santo Domingo de las Palmas
Santo Domingo de las Palmas är en ort i Mexiko.   Den ligger i kommunen Maravilla Tenejapa och delstaten Chiapas, i den sydöstra delen av landet, 900 km öster om huvudstaden Mexico City. Santo Domingo de las Palmas ligger 305 meter över havet och antalet invånare är 1 248.
Terrängen runt Santo Domingo de las Palmas är huvudsakligen kuperad. Santo Domingo de las Palmas ligger nere i en dal. Runt Santo Domingo de las Palmas är det ganska tätbefolkat, med 67 invånare per kvadratkilometer. Santo Domingo de las Palmas är det största samhället i trakten. I omgivningarna runt Santo Domingo de las Palmas växer i huvudsak städsegrön lövskog.